# 尼古拉斯·罗法兰尼
尼古拉斯·罗法兰尼（Nicolas Loufrani，1971年12月17日—）出生于法国塞纳河畔的讷伊市，是Smiley Company公司的CEO。该公司在100多个国家拥有笑脸表情（Smiley）和名称的商标和版权。

## Smiley Company公司
1996年，尼古拉斯·罗法兰尼和他的父亲，法国记者富蘭克林·罗法兰尼一起创立了Smiley授权公司，收回了自1971年起富蘭克林·罗法兰尼在Smiley笑脸标志上一直持有的商标专用权。

## Smiley品牌的成长
尼古拉斯·罗法兰尼拓展了品牌名称的注册，并开始为标签、包装、产品及类似物品建立新的品牌形象，从而使标识与名称更紧密地联系起来。他制定了全面的「醒目标识」品牌战略，在全球范围内设立了代表机构，为所有授权合作伙伴提供支持。其目的是建立和其他标志性标识，如耐克“弯勾”，或鳄鱼牌鳄鱼同一水准的品牌标识。

## 图形表情
1997年，尼古拉斯·罗法兰尼注意到，ASCII表情符号在移动技术中的使用正在增加，他开始尝试动画效果的笑脸表情， 目的是使用纯标点符号设计一套与现有ASCII表情对应的彩色图标，以促进其在数字领域的使用。Loufrani由此编译了在线表情符号词典  ，将这些符号分成不同类别，包括：经典类、情绪类、旗标类、庆贺类、娱乐类、体育类、天气类、动物类、饮食类、民族类、职业类、行星类、星座类、婴儿类等，这些设计最初于1997年在美国版权局注册，随后全套图标于1998年以.gif格式文件在网络上发布，成为科技行业中使用的第一套图形化表情符号。
2000年，用户开始可从联网上通过smileydictionary.com为手机下载Loufrani创建的表情目录，该目录编译了超过1,000个笑脸图形表情符号及其ASCII版本。该目录在2002年由Marabout以书籍形式出版，名称为Dico Smileys。
2001年，表情符号公司Smiley Company开始向各家电信公司的手机提供罗法兰尼图形表情符号的授权下载，这些公司包括诺基亚、摩托罗拉、三星、SFR（沃达丰）和SkyTelemedia。

## 沃尔玛纠纷
2001年，Smiley Company在美国与超市品牌沃尔玛发生了长期的法律纠纷，沃尔玛声称自己是该形象化品牌的权利人。这场冲突并不涉及由尼古拉斯·罗法兰尼创造的图标，或笑脸表情（Smiley）品牌名称权利的任何异议。该案最终于2010年提交至芝加哥一所联邦法院前，由双方达成和解，相关条款并未公开。
该公司之前的工作和法庭诉讼产生的印象共同促成了笑脸标识的高认知度，同时新的合作伙伴获得了品牌产品和举行推广活动的授权，如服装、香水、毛绒玩具、文具等。

## SmileyWorld慈善基金会
2005年罗法兰尼创立了一个慈善机构，即SmileyWorld慈善基金会 (SWA)。 Nicolas Loufrani随后决定将道德产品商业化，使用有机棉生产服装，实施公平贸易采购，并将公司的部分利润转入SmileyWorld慈善基金会。.

## 合作伙伴和理念店
尼古拉斯·罗法兰尼与Tommy Hilfiger、Ora ito、及Jean Charles de Castelbajac这些高端设计师建立了合作，而“笑脸表情（Smiley）”也开始出现在各大知名理念店，如巴黎的Colette、洛杉矶的Fred Segal、纽约的Henry Bendel和慕尼黑的Stierblut。
2011年12月，Smiley的第一个理念店在伦敦开业。

## 财务排名
Smiley Company公司为全球100家最大的授权公司之一，2012年营业额达1.67亿美元。